# عجائب الدنيا السبع الطبيعية
عجائب الدنيا السبع الطبيعية هي مسابقة عالمية أجرتها مؤسسة نيو سفن وندرز السويسرية التي مقرها في زيوريخ، وتم وضع هذه القائمة رسميا في 11 نوفمبر 2011. في البداية وقع الاختيار على أهم المواقع الطبيعية في العالم على أساس الضخامة والغرابة والجمال والندارة وبالأساس التي ترى كأنها عجيبة طبيعية. استمرت هذه المسابقة أربع سنوات مع مشاركة 440 موقعا. وكان هذا بالتصويت العالمي عبر الإنترنت والهاتف والرسائل النصية، في حين بقي 14 موقعا للتنافس على القائمة النهائية كان من بينها ثلاثة مواقع عربية هي البحر الميت في الأردن، جزيرة بوطينة الإماراتية، ومغارة جعيتا في لبنان.
تنتمي هذه القائمة إلى عجائب الدنيا السبع.

## المواقع السبع الفائزة
| العجيبة                  | الموقع                                                                      | نبذة | صورة                                  |
| ------------------------ | --------------------------------------------------------------------------- | --- | ------------------------------------- |
| نهر الأمازون             | يقع في أمريكا الجنوبية ويمر في عدة دول; البرازيل، كولومبيا، بيرو، الإكوادور | هو أكبر نهر في العالم من حيث الحجم والعمق، ومن حيث معدل التدفق الذي يفوق معدل تدفق أكبر ثماني أنهار في العالم الذين يلونه في الترتيب مجتمعين. يملك الأمازون أكبر حوض تصريف في العالم، وبذلك يمثل ما يقرب من خمس إجمالي تدفق الأنهار في العالم. يزداد اتساع أجزاء من الأمازون عن 190 كيلومتر (120 ميل) أثناء موسم الأمطار. | Christ the Redeemer in Rio de Janeiro |
| خليج ها لونج             | فيتنام                                                                      | يقع خليج هالونغ في شمال شرق فيتنام ويحدها من الشمال الصين ويحدها من الغرب والجنوب الغربي جزيرة كات (جزيرة القط) يمتد ساحل الخليج بطول 120 كلم ومساحة الخليج هي 1553 كلم مربع وبها أكثر من 2000 جزيرة صغيرة أكثرها يتكون من الحجارة الكلسية. | خليج هالونغ                           |
| شلالات إجوازو            | على الحدود بين البرازيل و الأرجنتين                                         | هي شلالات نهر إجوازو الواقعة على الحدود بين الولاية البرازيلية بارانا والمحافظة الأرجنتينية مشينز. الشلالات تُقسّم النهر إلى إجوازو العالي وإجوازو الواطئ. اسم الشلالات مشتق من اللغة الجوارانية أو اللغة التوبية القديمة بمعنى الماء الكثير. تقول الأسطورة بأن الإله خطط لزواج فتاة جميلة من السكان الأصليين اسمها نايبي ولكنها هربت مع حبيبها الفاني تاروبا في زورق صغير ومن شدة غضب الإله قام بقطع النهر مما أدى إلى تكون الشلالات ويدين الحبيبين بالسقوط الأبدي من الشلالات. | Christ the Redeemer in Rio de Janeiro |
| جيجو                     | كوريا الجنوبية                                                              | هي جزيرة بركانية يهيمن عليها بركان هالا-سان البركاني ذو الارتفاع 1950 متر والذي هو أعلى قمم كوريا الجنوبية. تشكلت الجزيرة بالكامل من انفجار بركاني قبل حوالي مليوني عام وتتكون من البازلت واللافا. طقسها رطب استوائي أعلى حرارة من كوريا وأربع فصول متمايزة بحيث يكون الشتاء بارد وجاف والصيف حار ورطب وأحيانا ماطر. | Christ the Redeemer in Rio de Janeiro |
| الحديقة الوطنية للكومودو | إندونيسيا                                                                   | تحتوي الجزيرة على تنانين تسمى تنانين الكومودو، التي تمثل إرثا لإندونيسيا والعالم لأنه مهدد بالإنقراض ولا يوجد إلّا في هذه المنطقة. | الحديقة الوطنية للكومودو              |
| نهر بورتو برنسيسا الجوفي | الفلبين                                                                     | يوجد النهر تحت الأرض في مغارة عظيمة ويبلغ طوله 8.2 كم. وتحيط به غابات واسعة، ولهذا تم إختياره كعجيبة طبيعية. | نهر بورتو برنسيسا الجوفي              |
| جبل تيبل                 | جنوب إفريقيا                                                                | جبل عمودي ومستطيل يقع في إفريقيا الجنوبية. | جبل تيبل                              |

## مواقع أخرى مرشحة
| الموقع                | الدولة         | الصورة |
| --------------------- | -------------- | ------ |
| جزيرة بوطينة          | الإمارات       |        |
| البحر الميت           | الأردن، فلسطين |        |
| الحيّد المرجاني العظيم | أستراليا       |        |
| مغارة جعيتا           | لبنان          |        |
| جبل كيليمانجارو       | تنزانيا        |        |
| منطقة بحيرات ماسوريان | بولندا         |        |
| سونداربانس            | بنغلادش, الهند |        |

## المرشحون ال 28 للنهائيات
| الموقع               | الدولة          | الصورة |
| -------------------- | --------------- | ------ |
| شلالات آنجل          | فنزويلا         |        |
| خليج فندى            | كندا            |        |
| الغابة السوداء       | ألمانيا         |        |
| أجراف موهر           | ايرلندا         |        |
| غابة اليونكي الوطنية | بورتوريكو       |        |
| أرخبيل غالاباغوس     | إكوادور         |        |
| الأخدود العظيم       | أمريكا          |        |
| جزر المالديف         | المالديف        |        |
| ماترهورن             | إيطاليا, سويسرا |        |
| ميلفورد              | نيوزيلندا       |        |
| براكين الطين         | أذربيجان        |        |
| أولورو               | أستراليا        |        |
| فيزوف                | إيطاليا         |        |
| جبل يوشان            | تايوان          |        |